# Вельможність

Корона Його Вельможності

Його Вельможність / Високість або Ваша Вельможносте / Високосте (англ. His Highness, HH; італ. Altezza; нім. Hoheit) — титул або форма звертання, що використовується для звернення (від другої особи) або позначення (від третьої особи) певних членів правлячої (або раніше правлячої) династії. Зазвичай використовується з особистим прикметником: «Його/Її Вельможність», «Їх Вельможності» або «Його/Її Високість», «Їх Високості».
Може поєднуватися з іншими прикметниками честі, що вказують на ранг, наприклад «Імператорська Вельможність», «Королівська Вельможність» і т. ін., або використовується окремо, як самостійний титул.
Титул Ваша Вельможносте походить від Вельможа — великий муж, особа що займає дуже високе становище у суспільстві. Використовувався як звернення, щоб підкреслити гідність та честь й визнати панівне становище особи, до якої звертались.

## Історія
Спеціальні форми звертання розвинулись та набули поширення у Римській імперії, особливо у Східній Римській імперії. Титули та звертання за часів Риму та Візантії намагались кілька разів унормувати й стандартизувати, залежно від посад й чинів при дворі.
У ранньому Середньовіччі такі форми звертання стали більш довільними й були менш уніфікованими. В різних країнах Європи існували свої варіації цього титулу або звертання.
В Англії, Священній Римській імперії, Речі Посполитій та інших країнах Європи у різні часи вживались різні звертання: Вельможність, Милість, Величність, що застосовувались як почесні форми до королів, князів, принців крові, тощо.
Після Віденського конгресу 1815 по всій Європі було прийнято однаковий стиль звертання: Його Вельможносте або Його Високосте, до правлячих князів (герцогів) та членів їхніх династій у Німеччині (наприклад Анхальт, Брансвік, Нассау, Сакс-Кобург та Гота, Сакс-Майнінген і Сакс-Альтенбург, а також Шлезвіг-Гольштейн); для синів деяких правителів німецьких князівств (наприклад, Мекленбург-Шверин, Мекленбург-Стріліц, Ольденбург, Сакс-Веймар-Айзенах); і синів монархів імператорських чи королівських держав (Данії, Нідерландів, Норвегії, Пруссії, Югославії).
Готський альманах і альманах «Burke's Peerage» продовжували називати титулом «Вельможності» або «Високості» членів скинутих королівських та князівських династій.

## Сучасність
Це звертання залишається офіційним у данських, голландських та норвезьких династіях.
Титулом «Високість» користуються й нині живі нащадки голови династії Мурата (королівської династії в епоху Наполеона), Гогенбергів та представники династії Лігне (Ligne).
Офіційно титулом Його Вельможності володіють:
- Його Ясновельможносте Принц Маврит Оранж-Нассау, син принцеси Нідерландів Маргрієт, онук королева Нідерландів Юліани і племінник королеви Беатрікс.
- Його Вельможність князь Ніколас Датський, син принца Йоакіма, онук королеви Данії Маргрети II.
- Його Вельможність Принц Сверре Магнус Норвезький, син принца Гокона та принцеси Метте-Маріти, онук короля Норвегії Гаральда V.

## Варіанти
Хоча фактичний пріоритет одного титулу над іншим залежить від рангу і становища його власника, а також від становища у державі (монархії) з якої походить особа, а не від самої форми звернення, їх прийнято розташовувати у наступному порядку пріоритетності:
- Його/Її Імператорська та Королівська Вельможність (His/Her Imperial and Royal Highness; HI&RH).
- Його/Її Імперська Вельможність (His/Her Imperial Highness; HIH).
- Його/Її Королівська Вельможність (His/Her Royal Highness; HRH).
- Його/Її Великокнязівська Вельможність (His/Her Grand Ducal Highness; HGDH).
- Його/Її Вельможність (His/Her Highness; HH).
- Його/Її Найвища Вельможність (His/Her Exalted Highness; HEH).
- Його/Її Султанська Вельможність (His/Her Sultanic Highness; HSH).
- Його/Її Князівська Ясновельможність (Ducal Serene Highness; HDSH).
- Його Високопреосвященство (His Most Eminent Highness; HMEH)
- Його/її Найясніша Вельможність (His/Her Most Serene Highness; HMSH).
- Його/Її Ясновельможність (His/Her Serene Highness; HSH).
- Його/Її Ясність (His/Her Illustrious Highness; HIll.H).